# Свято-Димитриевское училище сестёр милосердия
Свя́то-Дими́триевское учи́лище сестёр милосе́рдия — государственное средне-специальное образовательное учреждение Департамента здравоохранения Москвы. Единственное в России образовательное учреждение, готовящее сестёр милосердия. В училище функционирует музей истории общин сестёр милосердия.
Основной задачей училища является подготовка средних медицинских работников из числа православных христиан по специальности «Сестринское дело». Училище также готовит патронажных работников по специальности «младшая медицинская сестра по уходу за больными» для работы с хроническими больными, пожилыми людьми и инвалидами. Училище имеет государственную лицензию на занятие образовательной деятельностью в области медицины, а также на санитарно-просветительскую работу среди населения. За тридцать лет учебное заведение выпустило более полутора тысяч молодых специалистов.

## История
По словам епископа Пантелеимона (Шатова): «В 1990 году три врача: Александр Флинт (который впоследствии стал первым директором училища), Борис Соленко и Алексей Мастеропуло решили создать вечерние курсы для сестёр милосердия при первом медицинском училище. Там студентки изучали основную программу училища, и дополнительно им преподавали духовные предметы. Первый набор в училище насчитывал около 50 женщин. Среди них были женщины с высшим образованием и даже с учёной степенью. Вечерами они учились, а днем многие из них работали в Первой градской больнице. Со временем эти вечерние курсы получили статус самостоятельного училища, а их студентки стали первым выпуском этого училища».
20 августа 1992 года распоряжением Правительства Москвы училище получило официальный статус. Учредителями стали правительство Москвы и Свято-Димитриевское сестричество. Инициатором создания училища выступила община сестёр милосердия при больничном храме святого благоверного царевича Димитрия в 1-й городской клинической больнице им. Н. И. Пирогова. Училище возникло почти одновременно с открытием первого в постсоветской России больничного храма — храма во имя святого благоверного царевича Димитрия при Первой градской больнице. Больничный храм и училище с самого начала были тесно связаны между собой: те верующие, кто хотели помогать больным, приходили в больничный храм, а потом поступали в училище, чтобы получить необходимые знания. 9 сентября того же года его освятил и благословил Патриарх Московский и всея Руси Алексий II. Основной его задачей являлась подготовка
квалифицированных специалистов из числа православных христианок, желающих сочетать учёбу с активной церковной жизнью. Специфика учебного процесса в училище состояла в соединении сугубо профессиональных медицинских дисциплин с изучением Катехизиса, Библии и церковного устава.
В 2004 году было открыто вечернее отделение. В 2006 года открыт музей истории общин сестёр милосердия.
7 июля 2009 года Первая леди США Мишель Обама посетила Свято-Димитриевское сестричество милосердия. 26 мая 2010 года училище посетил Патриарх Константинопольский Варфоломей.
В начале апреля 2020 года в связи со вспышкой COVID-19 часть учащихся вышла на практику в колл-центры по набору медицинских кадров в больницы Москвы, а вторая часть заступила на службу в стационары, где лечили больных, инфицированных COVID-19. В борьбе с коронавирусом приняли участие все 42 учащихся дневного отделения.

## Обучение
По словам епископа Пантелеимона (Шатова), основным критерием принятия в училище является православная вера. «Причем, мы принимаем и невоцерковленных людей, если они позиционируют себя как православные и у них есть желание познакомиться с жизнью Церкви, участвовать в этой жизни, исповедоваться и причащаться. Также девушка, желающая учиться у нас, должна обладать хорошим здоровьем, потому что работа в больнице требует много сил. И, конечно же, девушка должна участвовать в жизни училища, потому что наши студентки проводят время не только в учебных аудиториях, но и трудятся в больнице, занимаются социальным служением».
Ещё до вступительных экзаменов поступающих девушек отправляют в Первую градскую больницу ухаживать за тяжёлыми больными и делать всю грязную работу. После практики желающих продолжить обучение становится в два раза меньше. Остаются только те, кого не надо учить милосердию.
Обучение осуществляется по программе подготовки специалистов среднего звена по специальности 34.02.01 «Сестринское дело» по очной и очно-заочной формам. Нормативный срок обучения 3 года 10 месяцев. По окончании обучения присваивается квалификация: «Медицинская сестра / Медицинский брат» и выдаётся диплом государственного образца. Учащиеся проходят практику во многих больницах Москвы: 1-й ГКБ им. Н. В. Пирогова, НИИСП им. Н. В. Склифосовского, ДГКБ им. Н. Г. Сперанского, ГКБ № 4 и № 7, НЦ ССХ им. Бакулева, ЦКБ свт. Алексия Московского.
При этом кроме собственно медицинских дисциплин преподаются духовные основы милосердия, церковнославянский язык, церковное пение, литургику, Священное Писание, догматическое богословие.
Евгения Правдиковская отмечала, что выпускницы Свято-Димитриевского училище сестёр милосердия получают государственные дипломы по специальности «медицинская сестра», в то время как понятие «сестра милосердия» юридически не оформлено: «Таким образом, выпускницы этого училища вроде бы и не обыкновенные медсёстры, и не служительницы церкви».
Выпускники училища составляют костяк Свято-Димитриевского сестричества, работают в московских больницах и детских домах.
В 2020 году Патриарх Кирилл отметил: «одной из главных задач этого учебного заведения является не только подготовка квалифицированных медицинских работников среднего звена, но их духовное и нравственное воспитание, в основе которого лежат принципы милосердия и любви к ближним. Умение сострадать и сопереживать, стремление облегчить и телесную, и душевную боль другого человека, найти для него слова ободрения и утешения — важнейшая составляющая вашего служения».